# The Call of the Cumberlands
The Call of the Cumberlands es una película muda de drama estadounidense de 1916 dirigida por Frank Lloyd y escrita por Julia Crawford Ivers basada en a la novela del mismo nombre de Charles Neville Buck. Las estrellas de película Dustin Farnum, Winifred Kingston, Herbert Standing, Page Peters, Howard Davies, y Richard L'Estrange. La película fue estrenada el 23 de enero de 1916, por Paramount Pictures.

## Trama
La historia es sobre una contienda familiar en las montañas de Kentucky.

## Reparto
- Dustin Farnum como Samson South
- Winifred Kingston como Sally Spicer
- Herbert Standing como Spicer South
- Page Peters como Wilfred Horton
- Howard Davies como James Farbish
- Richard L'Estrange como Tamarack Spicer
- Joe Ray como Aaron Hollis
- Myrtle Stedman como Adrienne Lescott
- Virginia Foltz como la Señora Lescott
- Michael Hallvard como George Lescott

## Estado de preservación
Una copia se encuentra preservada en la colección de la Biblioteca del Congreso de Estados Unidos.